# 나루토마키

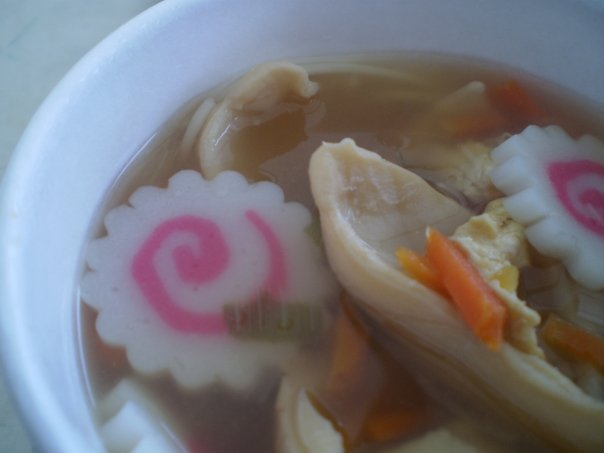
나루토마키

나루토마키(일본어: 鳴門巻き)는 어육으로 만드는 단면에 소용돌이 무늬가 있는 어묵의 일종이다. 줄여서 나루토(ナルト/なると)라고도 하며, 나루토 해협의 소용돌이에 관련해서 이름을 붙인 것으로 알려져 있다.